# Stare decisis
Stare decisis, decorrente do latim "stare decisis et non quieta movere" (respeitar as coisas decididas e não mexer no que está estabelecido", utilizada no direito para se referir à doutrina segundo a qual as decisões de um órgão judicial criam precedente (regras para julgamento futuro) e vinculam futuras decisões.
Esta doutrina é característica do common law e não tão forte em sistemas de direito continental, em que a jurisprudência tem uma obrigatoriedade muito menor e a capacidade do magistrado de interpretar a lei segundo seu critério é muito mais ampla.
A maioria dos sistemas, no entanto, reconhece que a jurisprudência deve ligar de alguma forma os juízes como se fossem independentes, é necessário evitar que as suas decisões sejam totalmente imprevisíveis ou contraditórias de forma caótica.
A Emenda Constitucional 45 de 2004 criou no ordenamento jurídico brasileiro o sistema de súmulas vinculantes, que são editadas pelo Supremo Tribunal Federal e vinculam a Administração Pública e os demais órgãos do Poder Judiciário. Não vinculam o Poder Legislativo, que pode vir a aprovar leis contrárias à orientação sumulada.
Entretanto, segundo José Fábio Rodrigues Maciel (Teoria Geral do Direito e da Política, in Concurso da Magistratura: noções gerais de direito e formação humanística - Ed. Saraiva) o instituto do stare decisis se diferencia da súmula vinculante: esta é formulada de maneira genérica, para aplicação em todos os casos futuros; aquele é precedente obrigatório apenas para o caso em julgamento: do precedente se extrai a norma aplicável unicamente ao caso posto.
Sem embargo, é possível notar que alguns institutos recentes criados pelo direito brasileiro o aproximam da cultura do "stare decisis". Como bem ficou salientado na Rcl 4335/AC, no voto do ministro Teori Zavascki, o art. 557 do CPC é um exemplo de dispositivo que provê uma eficácia ultra-partes para decisões do STF. In verbis, "O relator negará seguimento a recurso manifestamente inadmissível, improcedente, prejudicado ou em confronto com súmula ou com jurisprudência dominante do Supremo Tribunal Federal ou Tribunal Superior". O art. 518, §1º do CPC, de igual modo, confere às súmulas do STF poder para barrar o recebimento de apelação quando esta estiver a questionar sentença dada em perfeita conformidade com aquelas.
Em matéria de Direito Processual Penal, ao tocarmos no assunto de Fontes do Direito, temos que a súmula vinculante se torna praticamente uma fonte formal. Apesar de ser considerada como uma jurisprudência, após a Emenda Constitucional nº 45/2004, o precedente vincula toda a Administração Pública e o Poder Judiciário. Entretanto, é possível enfrentar a questão e levar ao Supremo Tribunal Federal a possibilidade de sua revisão por meio de técnica de distinção (distinguishing) e superação (overruling). Mesmo pensamento é sustentado pelo jurista Adolfo Moisés Vieira da Rocha. Por outro lado, O CPC/15 parece estar nessa linha de raciocínio da teoria stare decisis, uma vez que obrigou, a partir do art. 926, que os tribunais uniformizem sua jurisprudência e a mantenham estável, íntegra e coerente. 